# Macaranga quadriglandulosa
Macaranga quadriglandulosa är en törelväxtart som beskrevs av Otto Warburg. Macaranga quadriglandulosa ingår i släktet Macaranga och familjen törelväxter. Inga underarter finns listade i Catalogue of Life.